# Acacia dolabriformis
Acacia dolabriformis é uma espécie de leguminosa do gênero Acacia, pertencente à família Fabaceae.